# ليندا روجرز
ليندا روجرز هي كاتِبة وكاتبة للأطفال وشاعرة كندية، ولدت في 10 أكتوبر 1944.